# Vol LaMia 2933
Le 28 novembre 2016, l'Avro 146-RJ 85 effectuant le vol LaMia 2933, un vol charter international transportant l'équipe de football brésilienne du Chapecoense entre Santa Cruz de la Sierra, en Bolivie, et Medellín, en Colombie, s'écrase contre la crête d'une montagne, faisant 71 victimes parmi les 77 personnes à son bord, dont seules 6 survivent au crash. Le club s'apprêtait à disputer à Medellín le match aller de la finale de la Copa Sudamericana 2016 face à l'Atlético Nacional. L'un des quatre membres d'équipage, trois des joueurs et deux autres passagers ont survécu avec des blessures.
Le rapport officiel de l'agence colombienne de l'aviation civile, Aerocivil, a conclu que les causes de l'accident sont une panne de carburant due à un plan de vol inapproprié de la compagnie aérienne et une erreur de pilotage, notamment une mauvaise prise de décision des pilotes alors que la situation empirait, y compris l'omission de déclarer une urgence pendant 36 minutes après que les niveaux de carburant soient devenus critiques, omettant ainsi d'informer le contrôle de la circulation aérienne de Medellín - jusqu'à quelques secondes avant que les quatre moteurs de l'avion ne s'éteignent, et à 11 milles nautiques (18 km) de l'aéroport - qu'un atterrissage immédiat était nécessaire.

## Contexte

### Avion

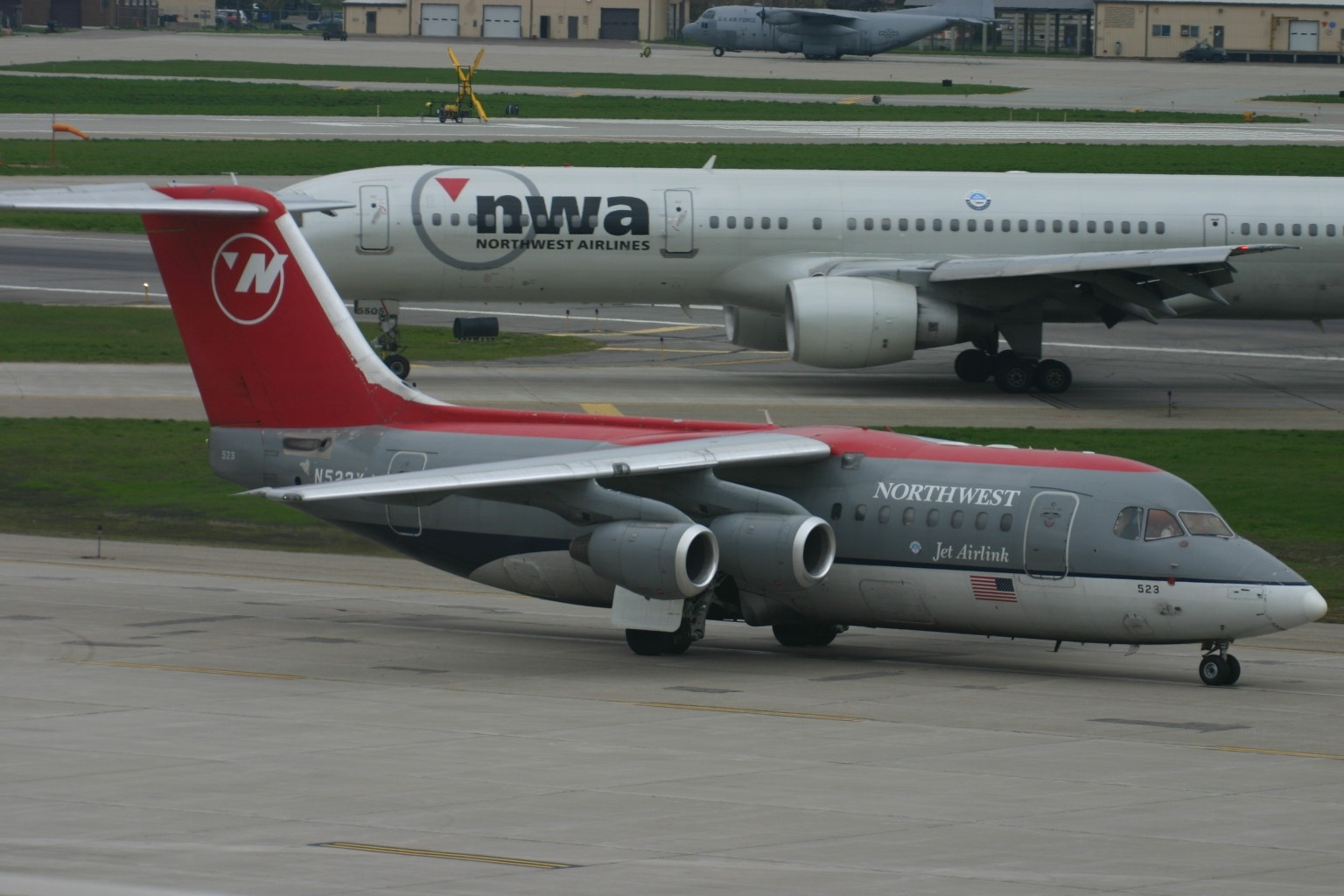
L'appareil impliqué dans l'accident, sous son ancienne immatriculation (N523XJ), alors exploité par Mesaba Airlines, pour le compte de, ici en juin 2012.

L'appareil impliqué est un Avro 146-RJ 85 de la compagnie aérienne bolivienne LaMia, immatriculé CP-2933 (numéro de série E2348) et qui cumule 21 640 heures de vol et 19 737 cycles (décollage/atterrissage) au moment de l'accident.
Selon un porte-parole du constructeur BAE Systems, cet avion de transport régional, propulsé par quatre moteurs Lycoming LF507-1F, a été mis en service en 1999.
Il a été racheté en 2013 par LaMia, après avoir préalablement servi dans deux autres compagnies aériennes, Mesaba Airlines (1999-2007) et CityJet (2007-2013), et avoir été stocké entre 2010 et 2013.

### Équipage
Le commandant de bord était Miguel Alejandro Quiroga Murakami (36 ans), ancien pilote de la Force aérienne bolivienne (FAB), et qui avait auparavant volé pour EcoJet (en), qui exploitait également des Avro 146-RJ 85. Il a ensuite rejoint LaMia en 2013 et, au moment de l'accident, il était l'un des copropriétaires de la compagnie aérienne, ainsi qu'instructeur de vol. Au moment de l'accident, il avait cumulé 6 692 heures de vol, dont 3 417 heures sur Avro 146.
Le copilote était Fernando Goytia (47 ans), qui était également un ancien pilote de la Force aérienne bolivienne. Il a obtenu sa qualification sur ce type d'avion cinq mois avant l'accident, et totalisait 6 923 heures de vol, dont 1 474 heures sur Avro 146.
Sisy Arias (29 ans), pilote en formation, était dans le cockpit en tant qu'observatrice. Elle avait été interviewée par la télévision bolivienne peu avant le vol.

## Déroulement de l'accident
Le vol 2933 transportait 73 passagers et quatre membres d'équipage depuis l'aéroport international de Viru Viru, dans la ville bolivienne de Santa Cruz de la Sierra, et à destination de l'aéroport international José-María-Córdova de Medellín, en Colombie, et situé à proximité de Rionegro. Parmi les passagers se trouvaient 22 joueurs du club brésilien Associação Chapecoense de Futebol, 23 membres du personnel du club, 21 journalistes et deux invités. L'équipe se rendait à Medellín pour jouer son match aller de la finale de la Copa Sudamericana 2016 contre l'Atlético Nacional.

Carte représentant l'itinéraire du vol 2933, la ligne rouge correspond au vol réel et la bleue au vol programmé

La demande initiale du Chapecoense d'affréter le vol 2933 pour l'ensemble du trajet depuis São Paulo jusqu'à Medellín a été refusée par l'Agence nationale de l'aviation civile brésilienne (en), car la portée limitée des accords concernant les libertés aériennes entre les deux pays, selon les règles de l'Organisation de l'aviation civile internationale (OACI), aurait nécessité le recours d'une compagnie aérienne brésilienne ou colombienne pour un tel service. Le club a choisi de conserver le vol de LaMia et a organisé un autre vol avec Boliviana de Aviación de São Paulo à Santa Cruz de la Sierra, en Bolivie, où il a embarqué à bord de l'avion de LaMia. La compagnie aérienne avait déjà transporté d'autres équipes pour des compétitions internationales, dont le Chapecoense et l'équipe d'Argentine de football, qui avaient volé sur le même avion deux semaines auparavant. Le vol depuis São Paulo a atterri à Santa Cruz à 16 h 50, heure locale.
Le vol 2933 a quitté Santa Cruz à 18 h 18, heure locale. Le plan de vol initial comprenait une escale de ravitaillement en carburant à l'aéroport Capitán Aníbal Arab de Cobija, près de la frontière entre la Bolivie avec le Brésil ; cependant, le départ tardif du vol signifiait que l'avion n'arriverait pas à Cobija avant l'heure de fermeture de l'aéroport. Un agent de l'Administration des aéroports et des services de navigation aérienne de Bolivie (AASANA), à Santa Cruz de la Sierra, a rejeté à plusieurs reprises le plan de vol de l'équipage pour un vol direct vers Medellín, malgré les pressions pour l'approuver, en raison du fait que le rayon d'action de l'Avro 146 étant presque identique à la distance de vol. Le plan de vol a cependant été approuvé par un autre agent de l'AASANA. La distance entre les aéroports de Santa Cruz et de Medellín est de 1 598 milles (2 959 km). Une escale à Cobija aurait divisé le vol en deux segments, un segment initial de 514 milles (952 km) jusqu'à Cobija, suivi d'un vol de 1 101 milles (2 039 km) jusqu'à Medellín, soit une distance totale de 1 615 milles (2 991 km).
L'équipage prévoyait une consommation de carburant de 8 858 kg pour son itinéraire prévu (dont 200 kg pour le roulage). Après le ravitaillement à Santa Cruz, le vol 2933 avait 9 073 kg de kérosène dans ses réservoirs. La réglementation de l'OACI aurait exigé qu'ils transportent une charge totale de carburant de 12 052 kg, pour permettre l'attente, le déroutement et d'autres éventualités. Les réservoirs de carburant de l'Avro 146 ont une capacité de 9 362 kg. Vers 21 h 16, à environ 180 milles (333 km) de leur destination, un voyant d'avertissement de faible niveau de carburant s'est allumé dans le cockpit. À ce moment-là, ils étaient à 77 milles (142 km) de Bogotá, mais l'équipage n'a pris aucune mesure pour se dérouter là-bas, ni pour informer le contrôle aérien de la situation. L'avion a ensuite continué son vol et a commencé sa descente vers Medellín à 21 h 30.
Un autre avion, le vol 8170 de VivaColombia, avait été dérouté vers Medellín par rapport à sa route prévue, entre Bogotá et San Andrés, en raison d'une fuite de carburant présumée. Les contrôleurs aériens de Medellín ont donné la priorité à cet avion pour atterrir et, à 21 h 43, l'équipage du vol 2933 a reçu l'ordre d'entrer dans un circuit d'attente à la balise VOR de Rionegro et d'attendre avec trois autres avions son tour pour atterrir. L'équipage a demandé et obtenu l'autorisation d'attendre à un point de cheminement RNAV, appelé GEMLI, à environ 5,4 milles (10 km) au sud du VOR de Rionegro. En attendant l'atterrissage de l'autre avion, au cours des 15 dernières minutes du vol, l'Avro 146 a effectué deux tours du circuit d'attente, ce qui a ajouté environ 54 milles (100 km) à sa trajectoire de vol.

Trajectoire de vol de l'avion au cours des 15 dernières minutes du vol 2933. L'étoile orange indique l'emplacement où les signaux ADS-B ont été perdus. Une explosion rouge indique le site de l'accident.

À 21 h 49, l'équipage a demandé la priorité pour l'atterrissage en raison d'un « problème de carburant » non spécifié, et on lui a dit de s'attendre à une autorisation d'approche dans « environ sept minutes ». À 21 h 52, soit 36 minutes après que l'avertissement de bas niveau de carburant à bord ait informé l'équipage de sa situation, l'équipage a finalement déclaré une urgence de carburant et a demandé une autorisation de descente immédiate et des « vecteurs » pour l'approche. À 21 h 53, alors que le vol 2933 approchait de la fin de son deuxième tour du circuit d'attente, les moteurs n°3 et 4 (les deux moteurs de l'aile droite) se sont éteints, en raison d'une panne sèche ; puis les moteurs n°1 et 2 se sont éteints deux minutes plus tard, moment auquel l'enregistreur de paramètres (FDR) a cessé de fonctionner. Peu avant 22 h 00, alors qu'il volait dans l'espace aérien colombien, entre les municipalités de La Ceja et de La Unión, le copilote a signalé une panne électrique générale et une panne de carburant. L'équipage a ensuite déclaré que l'avion se trouvait à une altitude de 9 000 pieds (2 700 m) ; la procédure pour un avion en approche pour atterrir à l'aéroport international José-María-Córdova stipule qu'il doit se trouver à une altitude d'au moins 10 000 pieds (3 000 m) lorsqu'il passe au-dessus du VOR de Rionegro. Le radar du contrôle aérien a cessé de détecter l'avion à 21 h 55, heure locale, alors qu'il descendait dans les montagnes au sud de l'aéroport.
À 21 h 59, l'Avro 146 a percuté la crête d'une montagne, connue sous le nom de Cerro Gordo, à une altitude de 8 500 pieds (2 600 m) alors qu'il volait en direction du nord-ouest, l'arrière de l'avion s'écrasant sur le côté sud de la crête, tandis que le reste du fuselage et le cockpit se sont immobilisés le long du versant nord de la montagne, qui est adjacente à l'installation de l'émetteur VOR de Rionegro, qui est en ligne avec la piste 01 de l'aéroport, et à environ 11 milles (18 km) de l'extrémité sud de la piste d'atterrissage.

### Recherche et sauvetage
Les hélicoptères de la Force aérienne colombienne n'ont pas pu se rendre sur place, en raison d'un épais brouillard présent dans la région, tandis que les secouristes sont arrivés deux heures après l'accident et ont trouvé les débris de l'avion éparpillés sur une zone d'environ 100 m de diamètre.
Ce n'est qu'à 2 heures du matin, le 29 novembre, que le premier survivant est arrivé à l'hôpital : Alan Ruschel, l'un des membres de l'équipe du Chapecoense. Six personnes ont été retrouvées vivantes dans l'épave ; le dernier survivant à être retrouvé est le footballeur Hélio Neto, qui a été découvert à 5 h 40. Le gardien remplaçant du Chapecoense, Jakson Follmann, a du subir une amputation de sa jambe droite, ce qui lui a probablement sauvé la vie.

Opérations de recherche
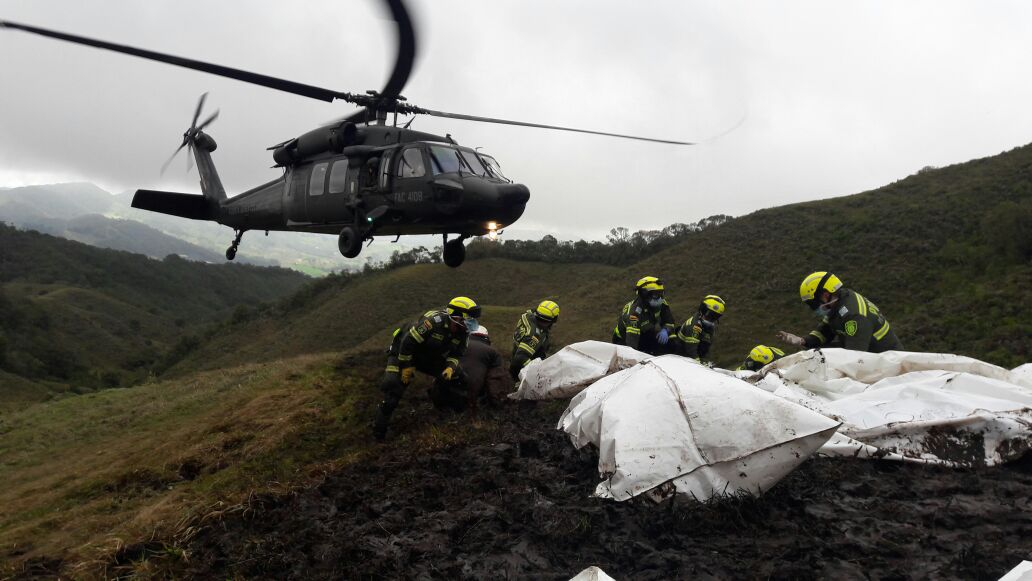
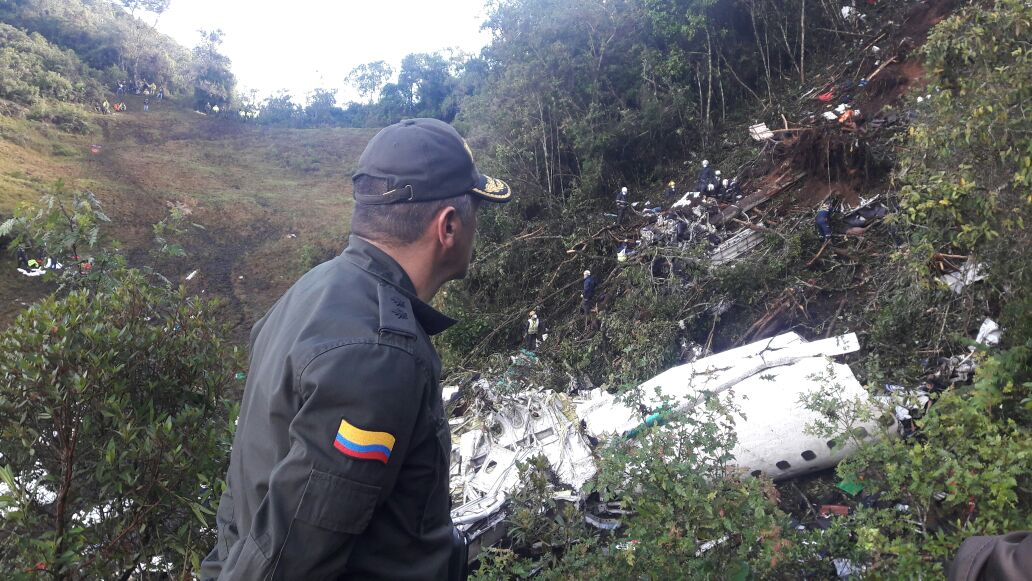
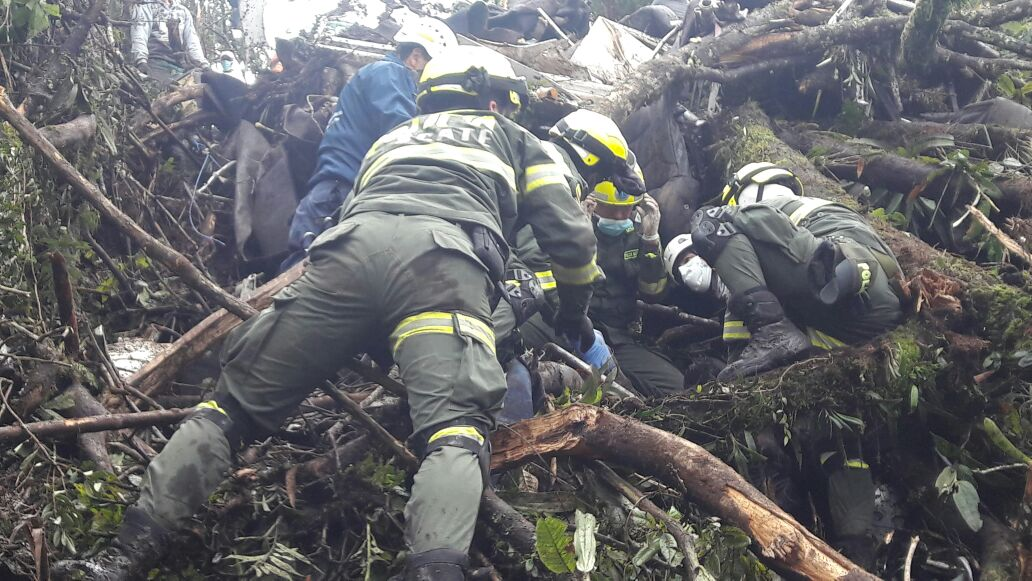

Au total, 71 des 77 occupants de l'appareil sont morts dans l'accident. Le nombre de victimes était initialement estimé à 75, mais il a été révélé plus tard que quatre personnes n'étaient pas montées à bord de l'avion. Des membres de l'armée de l'air colombienne ont extrait des décombres de l'avion les corps des 71 victimes et les ont transportés vers une base aérienne à proximité. Ils ont ensuite été conduits à l'institut de médecine légale de Medellín pour être identifiés.
Un des survivants du crash, Erwin Tumiri, raconte que, pendant la chute finale de l'avion, beaucoup de passagers paniqués se sont levés de leur siège en pleurant et en criant. Lui-même se met en position de sécurité et cale ses jambes avec une valise, ce qui lui sauve probablement la vie.
L'absence de recommandations de sécurité de la part de la compagnie aérienne a d'ailleurs été dénoncée par un autre survivant : « «On nous a dit qu’il restait seulement dix minutes de vol. Puis, soudainement, les lumières se sont éteintes et les moteurs se sont arrêtés. Il y a eu une certaine appréhension, mais personne ne pouvait imaginer qu’on allait s’écraser. Personne ne nous a jamais dit de mettre nos ceintures de sécurité. Personne n’a rien dit et nous ignorions ce qui allait arriver. Même si j’ai vu de la détresse chez les deux membres d’équipage qui étaient derrière moi. Mais il n’y a pas eu de cris» ».

## Bilan humain
L'avion transportait 77 personnes à son bord : 68 passagers et neuf membres d'équipage. Six survivants ont été retrouvés.
Alors que le bilan officiel est initialement de 75 morts, les autorités revoient ce chiffre à la baisse le lendemain et font état de 71 morts. En effet, quatre personnes figurant sur la liste des passagers n'étaient finalement pas montées à bord.
L'équipe de Chapecoense devait jouer le match aller de la finale de la Copa Sudamericana 2016 contre le club de l'Atlético Nacional. Parmi les passagers se trouvaient également de nombreux journalistes.
Sept passagers ont survécu au crash, mais Marcos Danilo Padilha est mort lors du transport à l'hôpital. Parmi ceux-ci figurent trois joueurs de Chapecoense : le défenseur de 27 ans Alan Ruschel, Jakson Follmann (amputé de la jambe droite) et Neto. Les trois autres survivants sont un journaliste, Rafael Valmorbida, et deux membres de l'équipage, Ximena Suarez et Erwin Tumiri. Le technicien Erwin Tumiri, sorti indemne, a pu témoigner le premier sur l’accident. Il doit sa survie non pas à la chance mais au fait qu'il a eu la présence d'esprit de se mettre en position de sécurité, alors que dans la panique la plupart étaient debout et criaient. Un rescapé est gravement blessé à la colonne vertébrale et pourrait rester paraplégique tandis qu'un autre a dû être opéré. Le journaliste brésilien Ivan Agnoletto avait laissé sa place à un autre journaliste et ami de longue date qui n'a pas survécu.
| Nationalité    | Passagers | Équipage | Total |
| -------------- | --------- | -------- | ----- |
| Brésil         |           |          | 52    |
| Bolivie        |           |          | 5     |
| Paraguay       |           |          | 1     |
| Venezuela      |           |          | 1     |
| Non identifiés |           |          | 18    |
| Total          | 68        | 9        | 77    |

### Personnalités tuées
Footballeurs de l'équipe de Chapecoense :
- Cléber Santana
- Danilo
- Thiego
- Kempes
- Ananias
- Matheus Biteco
- Mateus Caramelo
- Lucas Gomes
- Josimar
- Tiaguinho
- Sergio Manoel
- Marcelo Augusto
- Guilherme Gimenez
- Gil
- Filipe Machado
- Dener
- Arthur Maia
- Ailton Canela
- Bruno Rangel

Autres :
- Victorino Chermont (journaliste sportif)
- Paulo Julio Clement (pt) (journaliste, commentateur sportif, rédacteur en chef et blogueur)
- Caio Júnior (entraîneur de l'équipe)
- Delfim de Pádua Peixoto Filho (pt) (avocat et homme politique, vice-président de la Confédération brésilienne de football et président de la Fédération de football de Santa Catarina (pt))
- Devair Paschoalon dit Deva Pascovicci (pt) (commentateur sportif et homme d'affaires)
- Mário Sérgio Pontes de Paiva (pt) (commentateur à la télévision et ancien footballeur puis entraîneur)

### Personnalités rescapées
- Jakson Follmann (joueur)
- Hélio Neto (joueur)
- Alan Ruschel (joueur)
- Rafael Valmorbida  (journaliste)
- Erwin Tumiri (membre d'équipage)
- Ximena Suarez (membre d'équipage)

## Enquête
Le Grupo de Investigación de Accidentes Aéreos (GRIAA), le groupe d'enquête de l'autorité de l'aviation civile colombienne (UAEAC ou Aerocivil), a enquêté sur cet accident, avec l'aide de BAE Systems (la société successeur de British Aerospace, le fabricant de l'avion) et de l'Air Accidents Investigation Branch (AAIB) en tant qu'organisme d'enquête de l'État du fabricant.
Une équipe de trois enquêteurs sur les accidents de l'AAIB a alors été déployée. Ils ont été rejoints par des enquêteurs de l'autorité nationale de l'aviation bolivienne, la Direction générale de l'aviation civile de Bolivie (en) (DGAC). Au total, vingt-trois spécialistes ont été déployés sur cette enquête ; en plus des dix enquêteurs colombiens et de ceux de Bolivie et du Royaume-Uni, le Brésil et les États-Unis ont également fourni du personnel à l'enquête.
Dans l’après-midi du 29 novembre, l’UAEAC a signalé que les deux enregistreurs de vol – l’enregistreur de paramètres (FDR) et l’enregistreur phonique (CVR) – avaient été récupérés intacts parmi les débris de l'avion.

Graphique représentant l'altitude de vol et la vitesse du vol 2933, depuis le décollage jusqu'à l'extinction des moteurs et la perte de puissance électrique qui en a résulté.

Des éléments de preuve ont rapidement émergé suggérant que l'avion était tombé en panne sèche : l'hôtesse de l'air qui a survécu à l'accident a rapporté que les derniers mots du commandant de bord ont été « il n'y a plus de carburant » et des transmissions à cet effet des pilotes au contrôle aérien ont été entendues par les équipages d'autres avions et enregistrées par la tour de contrôle. Peu après l'accident, le responsable de l'enquête a déclaré qu'il n'y avait « aucune trace de carburant dans les réservoirs de l'avion » et que l'épave de l'appareil n'avait pas pris feu pendant et après le crash. L'analyse du FDR a montré que les quatre moteurs se sont éteints quelques minutes seulement avant l'impact contre le relief.
L'enquête a révélé que LaMia avait systématiquement exploité sa flotte d'avion sans la quantité de carburant légalement requise, et avait simplement eu la chance d'éviter les retards, que la charge de carburant obligatoire était censée permettre. Un rapport d'enquête a affirmé que la compagnie aérienne avait enfreint les réglementations liées au carburant et au chargement de l'OACI sur huit de ses 23 vols précédents le vol 2933, et que chacun de ses huit vols auraient utilisé au moins une partie des réserves de carburant obligatoires de l'avion (une quantité de carburant variable permettant 45 minutes de vol supplémentaires), concluant que la compagnie était habituée à effectuer des vols à la limite de l'endurance du RJ85.

### Rapport final
Le 27 avril 2018, les enquêteurs ont publié le rapport d'enquête final sur le crash du vol 2933, énumérant les facteurs suivants comme cause de l'accident : 
- La compagnie aérienne a planifié le vol de manière inappropriée, sans tenir compte de la quantité de carburant nécessaire pour voler vers un autre aéroport, des réserves de carburant requises, des imprévus ou du carburant minimum requis pour l'atterrissage.
- Les quatre moteurs de l'avion se sont arrêtés successivement en raison d'un manque de carburant dans les réservoirs.
- La prise de décision inadaptée, de la part des employés de LaMia, en raison de procédures opérationnelles qui n’ont pas réussi à garantir la sécurité du vol.
- La prise de décision inadéquate de la part de l'équipage, qui a poursuivi le vol avec une quantité de carburant extrêmement limitée alors qu'il était pleinement conscient du faible niveau de carburant à bord de l'avion et qui n'a pas pris de mesures correctives pour atterrir dans un autre aéroport et faire le plein.

Les facteurs contributifs supplémentaires cités par les enquêteurs étaient les suivants :
- Le déploiement du train d'atterrissage, effectué trop tôt lors de l'approche finale.
- Les déficiences latentes dans la planification et l’exécution des vols charters, liées à l’approvisionnement en carburant insuffisant.
- Des déficiences particulières dans la planification du vol par LaMia.
- Le manque de supervision et de contrôle opérationnel de la part de la compagnie aérienne, qui n’a supervisé ni la planification du vol, ni son exécution, ni fourni des conseils appropriés à l’équipage.
- L’absence de demande d'atterrissage prioritaire ou de déclaration d’urgence de la part de l’équipage, notamment lorsque la panne sèche est devenue imminente ; ces actions auraient permis aux contrôle aérien d’apporter l’attention nécessaire.
- Le non-respect, par LaMia, des règles de gestion du carburant que la DGAC bolivienne avait approuvées lors de la certification de la compagnie aérienne.
- La déclaration tardive de priorité du vol 2933 et le temps supplémentaire perdu avant la déclaration d'urgence liés au carburant ont retardé le moment critique nécessaire pour rediriger le trafic aérien dense, déjà présent dans les vecteurs d'approche au niveau du VOR de Rionegro.

Le CVR (Cockpit Voice Recorder) a enregistré les discussions des pilotes sur leur niveau de carburant et les éventuels arrêts en cours de route, mais ils étaient tellement habitués à opérer avec un minimum de carburant qu'ils ont décidé de ne pas faire d'arrêt lorsque le contrôle aérien (ATC) leur a assigné un ajustement de leur itinéraire, qui leur a fait gagner quelques minutes de temps de vol. Pour des raisons inconnues, le CVR a cessé d'enregistrer une heure et quarante minutes avant le FDR (Flight Data Recorder), alors que l'avion se trouvait encore à environ 550 milles nautiques (1 020 km) du lieu de l'accident, près du VOR de Ríonegro. Selon certains spécialistes, l'équipage aurait délibérément déconnecté l'enregistreur de vol. l'explication la plus probable est que le commandant de bord — qui était également copropriétaire de la compagnie aérienne — a tiré sur le disjoncteur du CVR pour empêcher l'enregistrement des discussions ultérieures, sachant que l'avion n'avait pas la quantité de carburant réglementaire pour ce vol.
On estime également que l'avion était surchargé de près de 400 kg par rapport au poids maximum autorisé pour ce vol.
En raison des restrictions imposées par l'avion qui n'était pas conforme aux réglementations sur le minimum de séparation verticale réduit (RVSM), le plan de vol soumis par LaMia, avec un niveau de vol de croisière désigné supérieur au FL280 (environ 28 000 pieds (8 500 m)), était en violation des protocoles standards. En effet, le plan de vol, qui a été déposé auprès de l'AASANA, incluait un niveau de vol de croisière fixé au FL300 (environ 30 000 pieds (9 100 m)).

### Enquête criminelle
Le 7 décembre 2016, la justice colombienne annonce avoir arrêté Gustavo Vargas, alors directeur général de LaMia, et deux autres employés et vouloir les interroger pour des charges de négligence criminelle. Le procureur général n'exclut pas que les charges pourraient être requalifiées en homicide volontaire. Six personnes sont interrogées par la justice dans le cadre de l'affaire, dont la contrôleuse aérienne. Celle-ci explique avoir demandé une modification du plan de vol pour y insérer un arrêt ravitaillement, mais que sa demande aurait été refusée.
Selon des déclarations de l'avocat du copilote à une agence de presse le pilote n'aurait pas eu à son actif le nombre requis d'heures de vol pour être autorisé à prendre les commandes de l'avion. Le ministre colombien de la défense explique pour sa part que c'est pour des raisons d'économie que le pilote aurait renoncé à faire une escale intermédiaire pour se ravitailler en carburant.

## Échanges entre l'avion et le contrôle
Les derniers échanges sont les suivants :
« 
Pilote : Mademoiselle, LaMia 933 est en perdition totale, arrêt électrique total, sans carburant.

Tour de contrôle : La piste est libre ; nous attendons de la pluie, LaMia 933. Les pompiers sont alertés.

Pilotes : Vecteurs, mademoiselle, vecteurs vers la piste.

Tour de contrôle : Le contact radar est perdu, je ne l'ai pas, indiquez-moi votre route.

Pilote 933 : Nous sommes sur une route 3-6-0, route 3-6-0.

Tour de contrôle : Virez à gauche 0-1-0 et lancez la localisation du VOR [...] Rionegro à 1 NM avant El Bora [village] je confirme par la gauche route au 3-5-0

Pilote 933 : À gauche 3-5-0 mademoiselle

Tour de contrôle : Oui, correct, vous êtes à 0,1 NM du VOR de Rionegro

Tour de contrôle : Je n'ai pas l'altitude LaMia 933

Pilote : 9 000 pieds mademoiselle

Pilote : Vecteurs, vecteurs

Tour de contrôle : Vous êtes à 8,2 NM de la piste

Tour de contrôle : Quelle est votre altitude maintenant ?

Tour de contrôle : LaMia 933, position ?
 »

## Conséquences

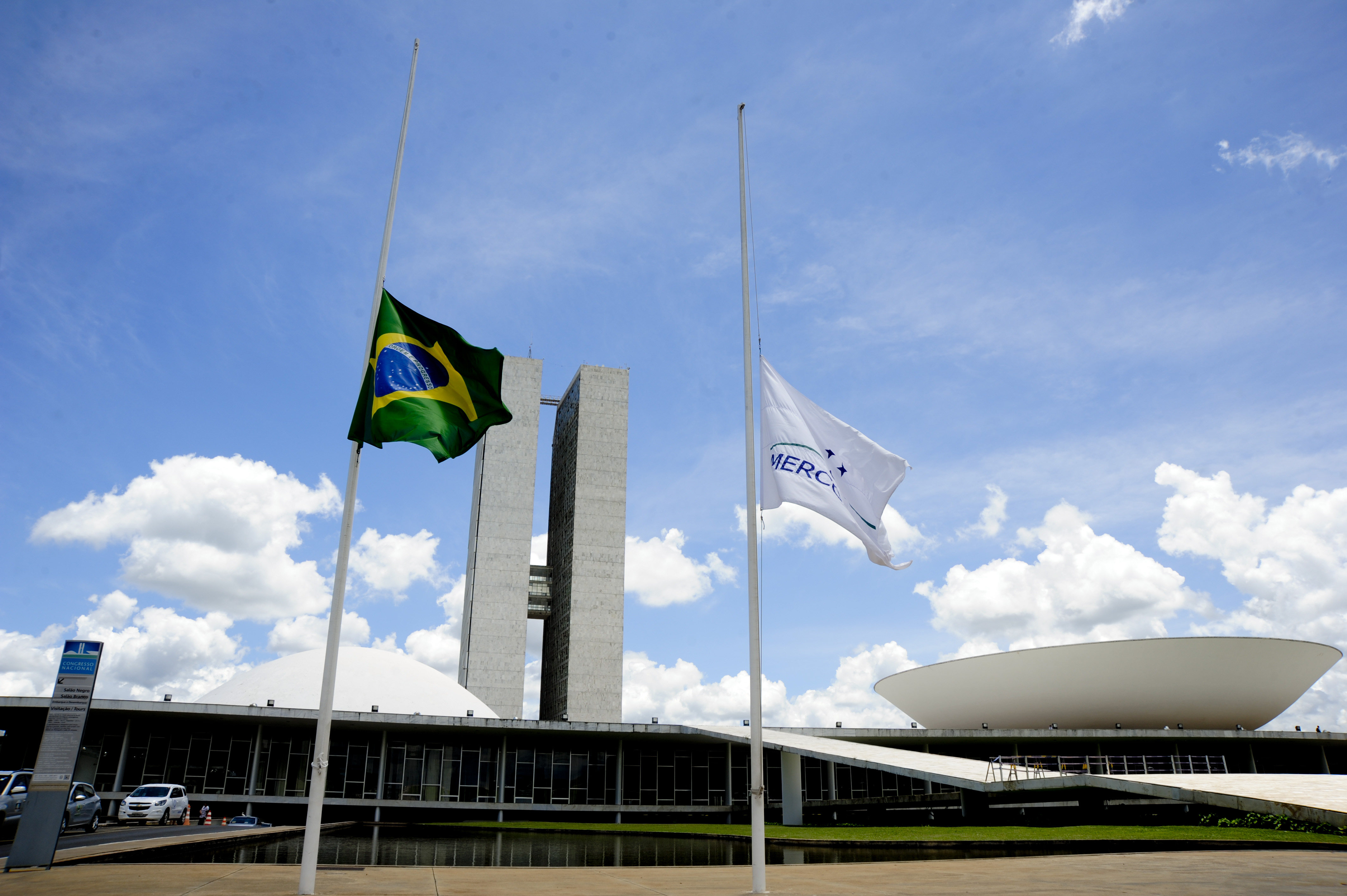
Drapeau en berne, en hommage aux victimes de l'accident.

Le jour même, les autorités brésiliennes annoncent un deuil national de trois jours. Michel Temer, président du Brésil, déclare : « Je veux exprimer ma solidarité en ce triste moment où la tragédie déchire des dizaines de familles brésiliennes. Le gouvernement fera tout ce qu'il peut pour soulager la douleur des amis et de la famille du sport et du journalisme ».
À la suite du crash, la finale de la Copa Sudamericana 2016, prévue pour le 30 novembre (match aller) et le 7 décembre (match retour), est reportée à une date indéterminée. L'adversaire de la finale, l'Atlético Nacional, demande même à la Confédération sud-américaine de football d'attribuer le titre à l'équipe de Chapecoense, en hommage aux membres de l'équipe, disparus. La Confédération accepte le 5 décembre et décerne le titre à Chapecoense, et remet à l'Atlético Nacional le prix « Centenaire Conmebol au fair-play », doté d'une récompense d'un million de dollars américains.

## Médias
L'accident a fait l'objet d'un épisode dans la série télévisée Air Crash nommé « Tragédie footballistique » (saison 19 - épisode 9).